# 129185 Jonburroughs
129185 Jonburroughs este o planetă minoră (asteroid) din centura de asteroizi. A fost descoperită pe 14 iunie 2005 la Mount Lemmon⁠(d) de Mount Lemmon Survey⁠(d). 
Obiectul prezintă o orbită caracterizată de o semiaxă mare de 2,4202300310658 UAi, o excentricitate de 0,22, o înclinație de 1,1 ° în raport cu ecliptica.